# حسین عموته
حسین عموته (عربی: الحسين عموتة؛ زادهٔ ۲۴ اکتبر ۱۹۶۹) بازیکن سابق و مربی اهل فوتبال مراکش است.
وی در زمان بازیگری خود در پست هافبک بازی می کرد او هم اکنون سرمربی باشگاه فوتبال الجزیره امارات است.
از باشگاه‌هایی که در آن بازی کرده‌است می‌توان به باشگاه فوتبال الفتح، باشگاه ورزشی السد، باشگاه فوتبال الشارجه، و باشگاه ورزشی القطر اشاره کرد.